# Rimac Automobili

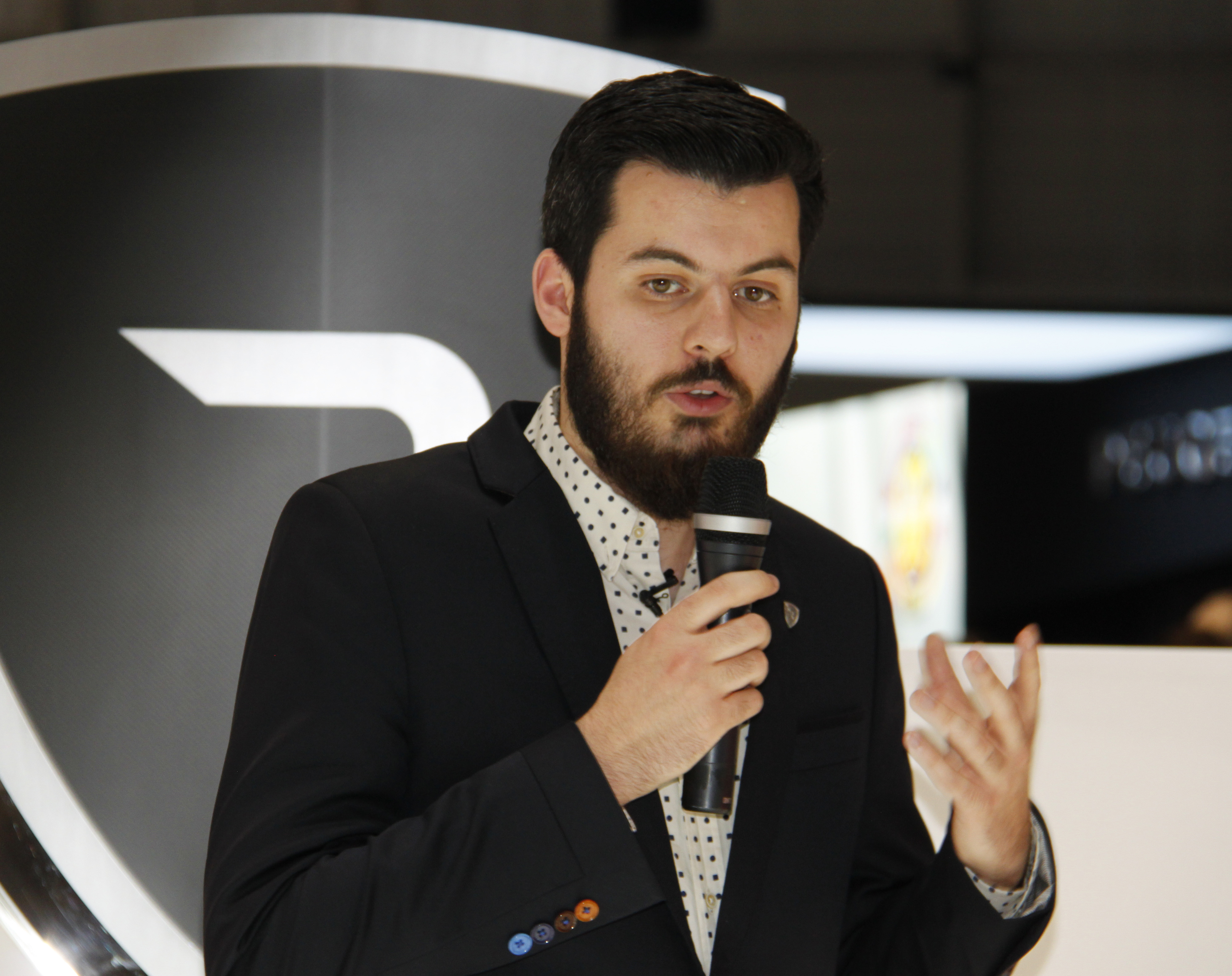
Mate Rimac, założyciel (2017)

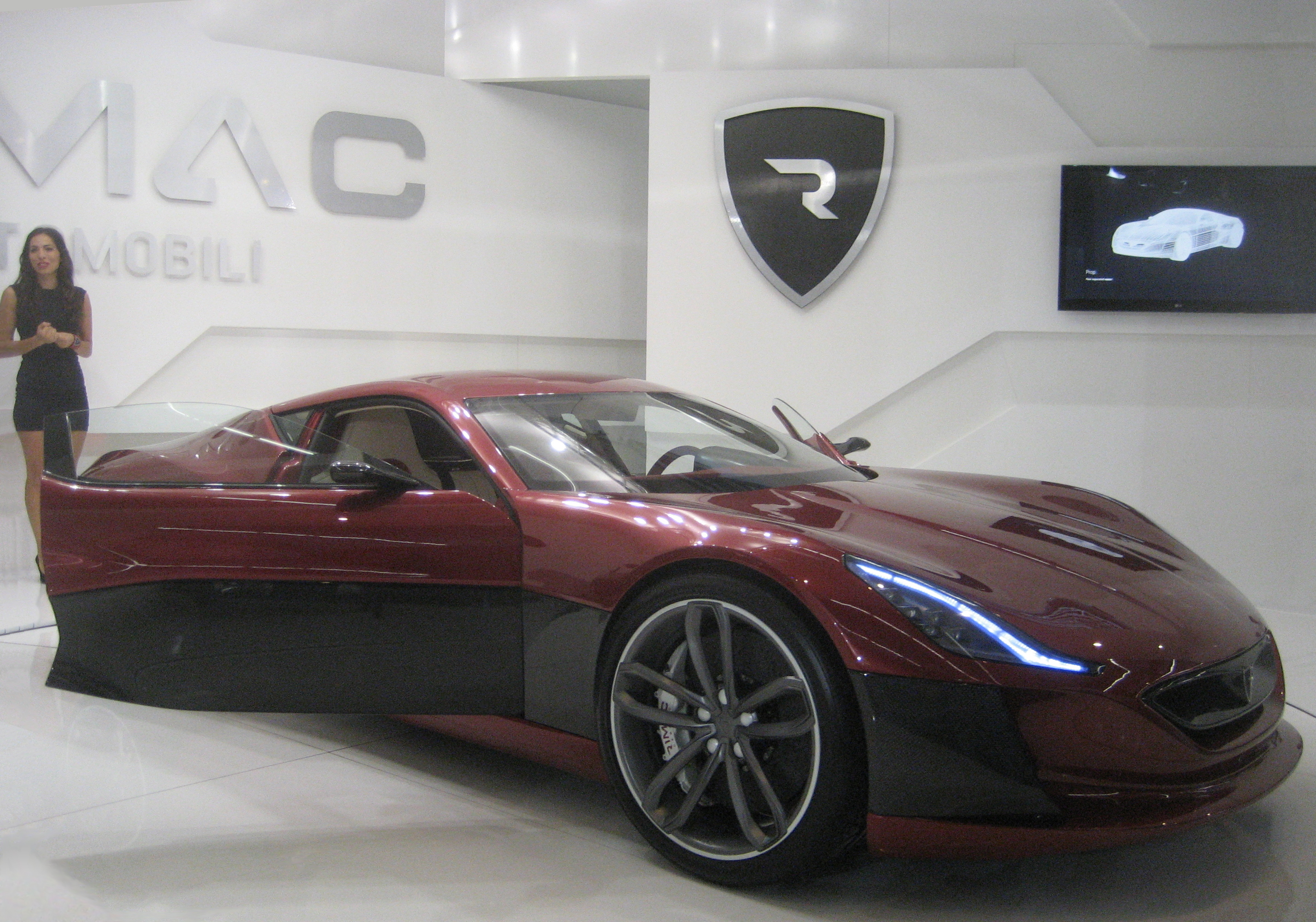
Stoisko Rimaca, IAA 2011

Rimac Concept One

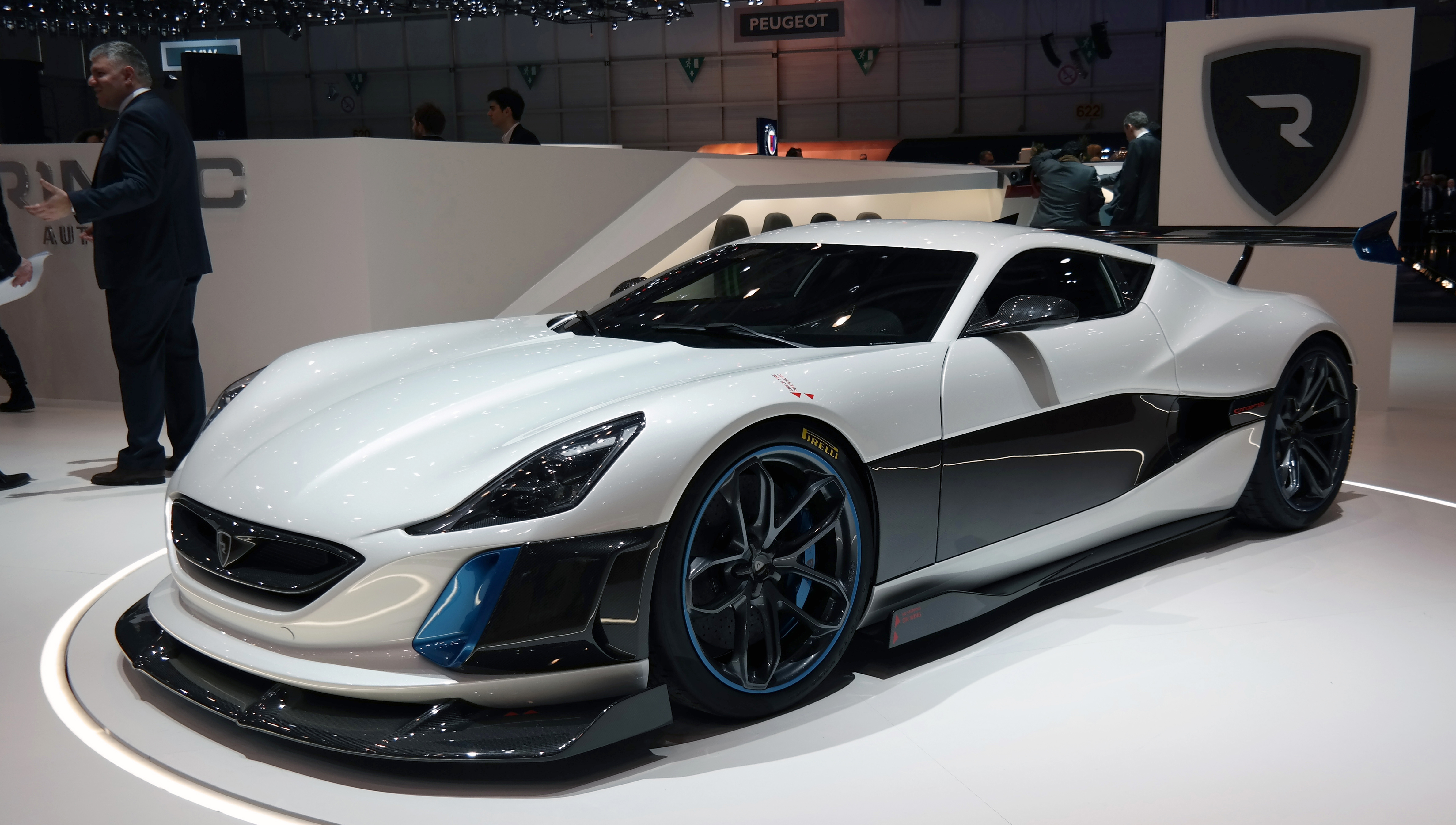
Rimac Concept S

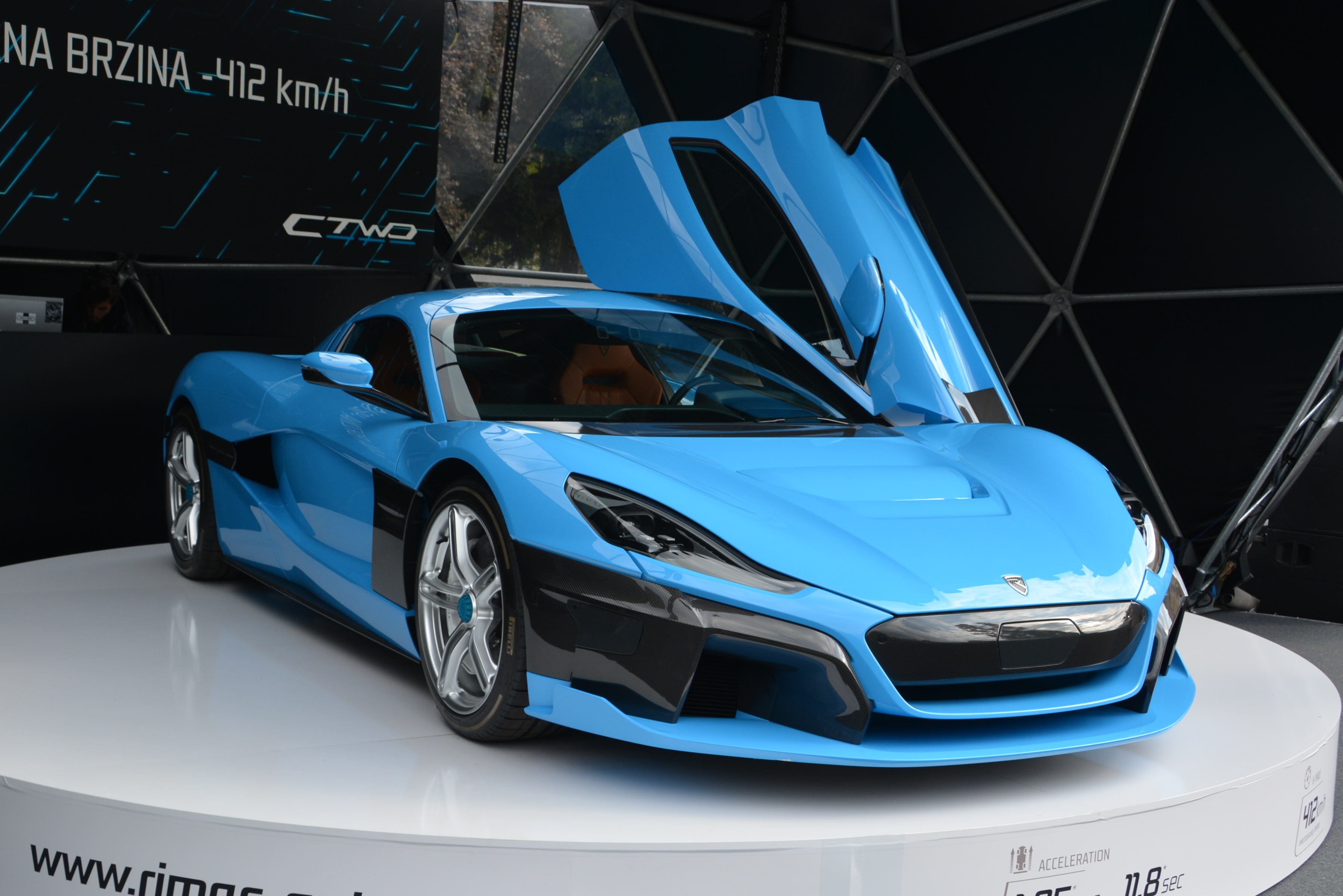
Rimac C_Two

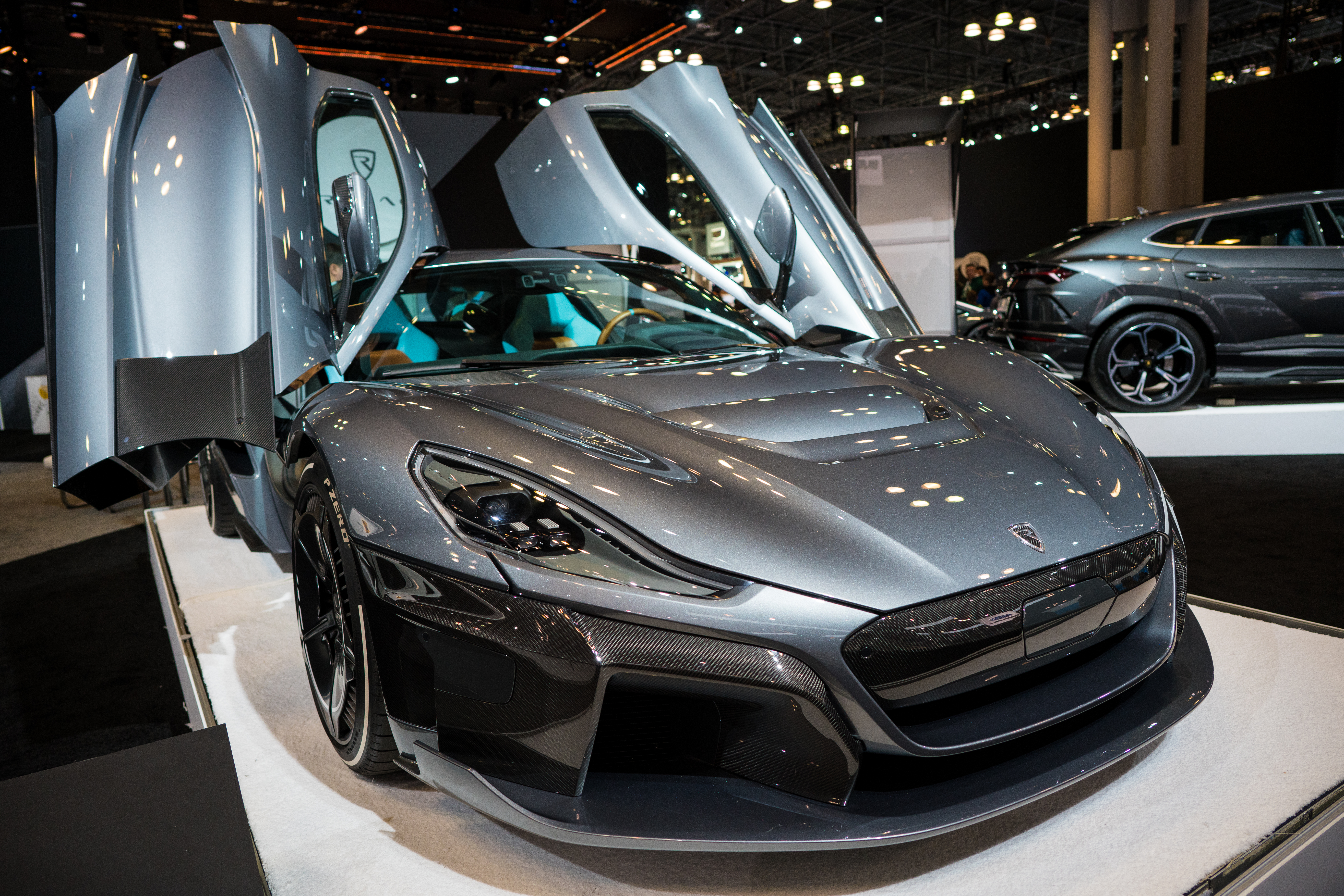
Rimac C_Two na New York International Auto Show 2018

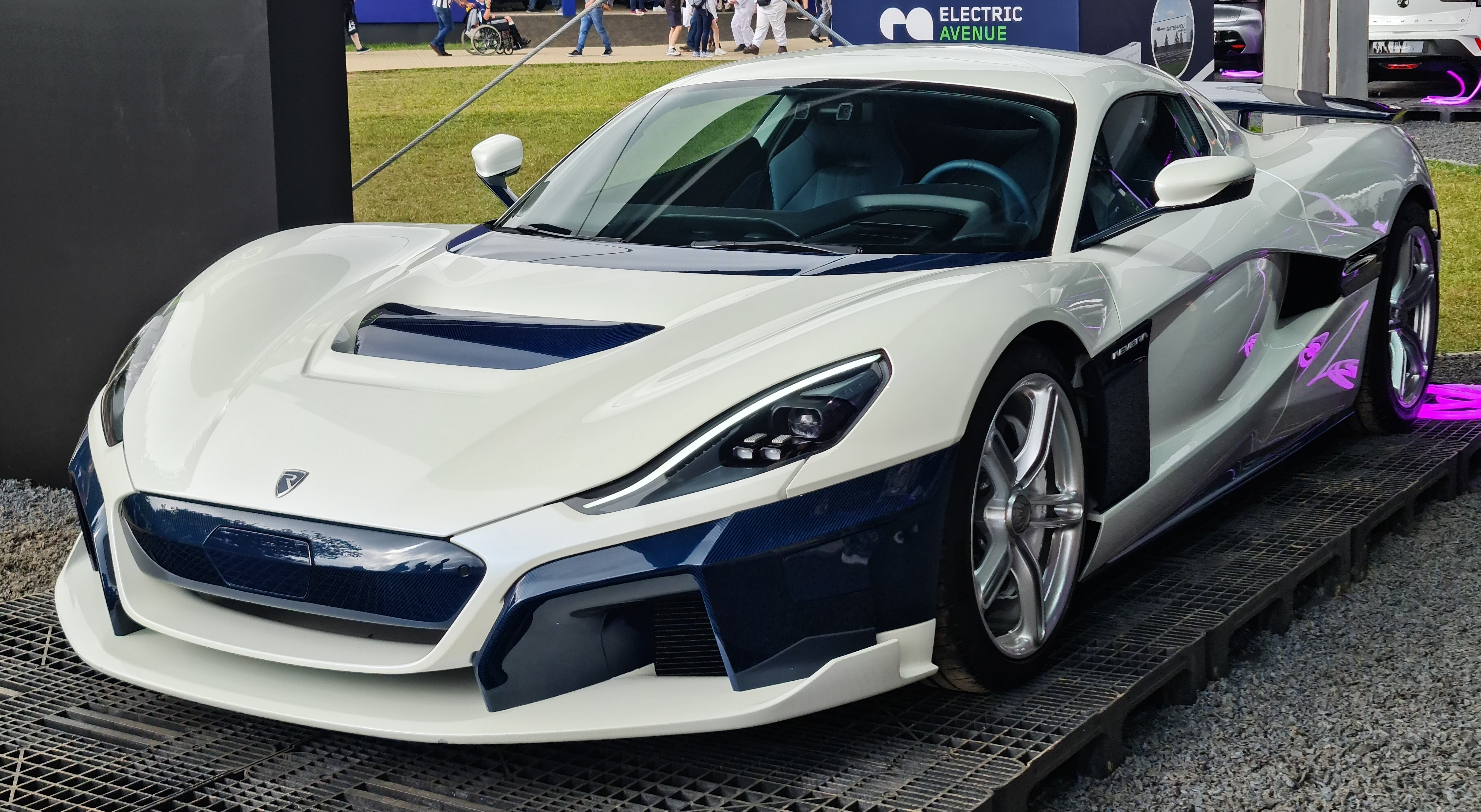
Rimac Nevera

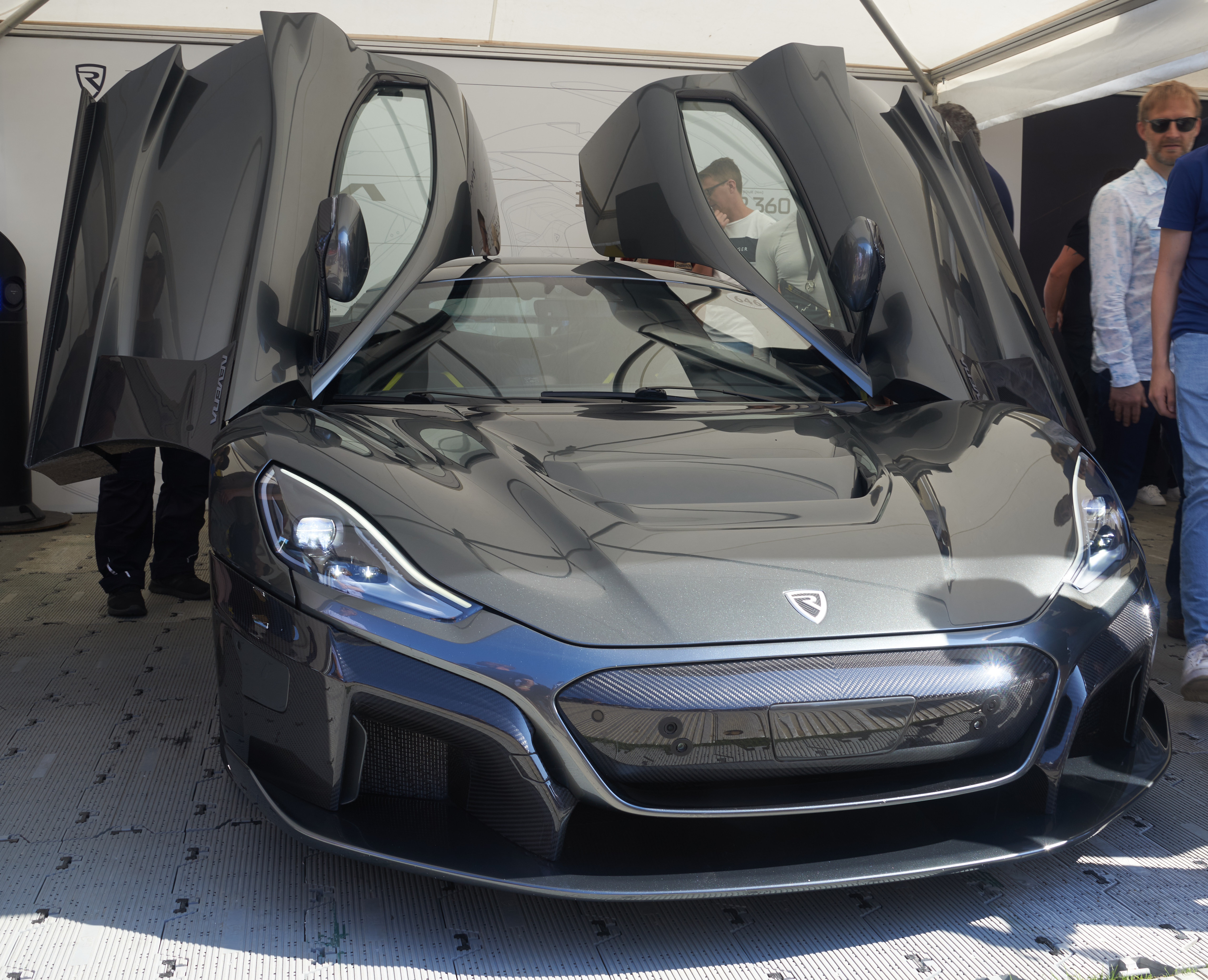
Rimac Nevera na Goodwood Festival of Speed 2021

Rimac Automobili – chorwacki producent elektrycznych hipersamochodów, zespołów napędowych i systemów akumulatorowych, z siedzibą w Svetej Nedelji, działający od 2009 roku. Należy do chorwacko-niemieckiego joint-venture Bugatti-Rimac.

## Historia

### Początki
W wieku 19 lat wychowany w Niemczech i pochodzący z Chorwacji Mate Rimac za pierwsze zarobione w życiu pieniądze kupił BMW E30 323i z 1984 roku do udziału w zawodach w drifcie i wyścigach samochodowych. Po tym jak jego silnik benzynowy eksplodował podczas jednego z wyścigów, postanowił połączyć swoją pasję do samochodów i technologii rozpoczynając w 2007 odbudowę swojego pojazdu. 
Zamontował elektryczny napęd w garażu swoich rodziców w Samoborze. Ukończenie projektu trwało rok aż do wyjechania z garażu odnowionym BMW na swój pierwszy test prototypów w warunkach miejskich. Mate nie był zadowolony z osiągów i zaczął opracowywać własne komponenty. Aby przetestować komponenty zaczął brać udział w wyścigach. Ponieważ zasady prawie wszystkich wyścigów motoryzacyjnych odnoszą się do silników spalinowych, jedynym wyścigiem w jakim udało mu się uczestniczyć był drifting i drag bikecycle. Z każdym wyścigiem samochód był modernizowany i ulepszany.
W 2009 roku Mate Rimac założył firmę Rimac Automobili, która za cel obrała opracowanie i produkcję zaawansowanych technicznie elektrycznych samochodów sportowych Duża część środków finansowych pozyskiwanych przez Rimac Automobili pochodziła od aniołów biznesu oraz ze sprzedaży patentów. Na 402. ulicznym wyścigu w Velika Gorica w 2011 roku elektryczne BMW Rimaca uzyskało 11. lokatę w swojej klasie i było jednym z najlepszych aut w regionie W tym samym roku Mate Rimac w swoim modelu nazwanym Rimac e-M3 zdobył 5 rekordów FIA (Fédération Internationale de l’Automobile) oraz rekord Guinnessa na dystansie 1/4 mili. Już te sukcesy zapewniły niewielkiej wówczas firmie Rimac rozgłos w mediach branżowych na całym świecie.
Tuż przed prezentacją swojego pierwszego autorskiego projektu samochodu, Rimac dokonał konwersji na napęd elektryczny jeszcze innego gotowego samochodu spalinowego - Opla Speedstera. Pojazd zyskał nazwę Rimac Ampster i powstał w jednej sztuce.

### Concept One
Pierwszym samodzielnie opracowanym przez Rimaca modelem samochodu został Rimac Concept One. Samochód został zaprezentowany na targach Motor Show 2011 we Frankfurcie, a także pokazany na Paris Concours d'Elegance w 2012. W momencie debiutu pojazd został uznany za najszybszy na świecie seryjny samochód elektryczny.
Pierwszy samochód został dostarczony do nieznanego hiszpańskiego klienta w styczniu 2013 roku, który był też pierwszym samochodem produkowanym i eksportowanym przez Chorwację jako kraj. Od padzienika 2014 wyprodukowano i sprzedano osiem egzemplarzy, które stanowiły całkowitą produkcję. Samochód wziął także udział w wyścigu Pikes Peak w czerwcu 2015 w wersji o mocy 1500 KM (1100 kW) pod nazwą E-Runner Concept_One. Pojazd zajął drugie miejsce w klasyfikacji generalnej. Kierowcą był wielokrotny zdobywca Pikes Peak Nobuhiro Tajima. Ostateczna wersja samochodu została zaprezentowana na Geneva Motor Show w marcu 2016 roku. W 2017 roku po raz pierwszy uczestniczył w Goodwood Festival of Speed.
Nadwozie wykonano z włókien węglowych, wnętrze zaprojektował Goran Popović przy współpracy z bułgarską firmą Vilner. Opony samochodu (245/35R-20 z przodu i 295/30R-20 z tyłu) zostały zaprojektowane przez Giugiaro i wyprodukowane specjalnie do tego samochodu przy wykorzystaniu doświadczenia firmy Vredestein. Podczas Międzynarodowego Salonu Samochodoego w Genewie w 2016 przedstawiona została specjalna, ściślej limitowana odmiana o nazwie Rimac Concept S, wyróżniając się m.in. innym malowaniem nadwozia i mocniejszym, 1088-konnym elektrycznym układem napędowym.
W 2017 podczas filmowania odcinka "The Grand Tour" Richard Hammond prowadząc Rimaca Concept One wypadł z drogi, a samochód stanął w płomieniach.

### Dalszy rozwój
W marcu 2018 roku Rimac przedstawił studyjną zapowiedź swojego drugiego produkcyjnego samochodu o nazwie Rimac C_Two, z premierą na oficjalnym stoisku na międzynarodowych targach Geneva Motor Show. Pod koniec 2018 roku z kolei Rimac nawiązał współpracę z nowo powstałym z inicjatywy indyjskiej Mahindry i włoskiej Pininfariny przedsiębiorstwem Automobili Pininfarina, zobowiązując się do dostarczania układu napędowego do przedstawionego w 2019 roku i wdrożonego w 2020 roku do produkcji modelu Pininfarina Battista.
Produkcyjny model rozwijający koncepcję studium C_Two zadebiutował ponad 3 lata później, w czerwcu 2021 roku, zyskując nazwę własną odchodzącą od dotychczasowego schematu - Rimac Nevera. Cenę za każdy z ponad 1900-konnych egzemplarzy wyznaczono na 2 miliony euro. Dzięki swoim parametrom technicznym, Nevera zyskała tytuł najszybszego samochodu elektrycznego na świecie.

### Era Bugatti-Rimac
Pierwszym związkiem Rimac Automobili z Volkswagen Group było nabycie przez podległe mu Porsche pakietu 10% akcji w chorwackim przedsiębiorstwie w czerwcu 2018 roku, pozwalając na wymianę technologiczną w ramach elektryfikacji oferty. We wrześniu 2020 roku Rimac rozpoczął rozmowy z Volkswagen Group, tym razem w celu nabycia podległego mu francuskiego Bugatti Automobiles. Negocjacje te doprowadziły do ogłoszenia niespełna rok później, w lipcu 2021 roku, nowego joint-venture Bugatti-Rimac, do którego odtąd należą obie tytułowe firmy. 55% udziałów przypadło na Rimaca, z kolei 45% – niemieckiemu Porsche. 

### Produkcja komponentów
Firma Rimac Automobili oprócz produkcji i sprzedaży samochodów elektrycznych pod własną marką zajmuje się też sprzedażą podzespołów dla innych firm. W 2013 roku firma Applus+ IDIADA stworzyła samochód Applus Volar-e opracowany przy współpracy z Rimac Automobili. Firma Rimac jest odpowiedzialna również za produkcję hybrydowych systemów akumulatorowych KERS do zupełnie nowego samochodu Aston Martin Valkyrie. Rimac produkuje również systemy akumulatorów do Koenigsegg Regera, Jaguara i innych.
Jest również zaangażowana w produkcję układu napędowego i innych komponentów dla kierowców samochodów wyścigowych, takich jak Nobuhiro Tajima, z którymi zadebiutował wspólnym, całkowicie elektrycznym samochodem Tajima Rimac E-Runner Concept_One podczas Pikes Peak International Hill Climb 2015. Ukończył wyścig na drugim miejscu, wyprzedzając wszystkie samochody z silnikami spalinowymi.
W kwietniu 2024 Rimac ogłosił najambitniejszy projekt współpracy z zewnętrznym partnerem, ogłaszając zawarcie porozumienie z niemieckim koncernem BMW. Na jego mocy zobowiązano się do budowy i dostarczania wytworzonych w Chorwacji systemów bateryjnych do kolejnej generacji samochodów elektrycznych dla niemieckiej firmy.

## Modele samochodów

### Obecnie produkowane
- Nevera

### Historyczne
- e-M3 (2011)
- Ampster (2013)
- Concept One (2013–2014)
- Concept S (2016)

### Studyjne
- Rimac C_Two (2018)